# 용도구역
용도구역(用途區域)은 토지 용도를 미리 정해둔 구역으로, 용도지역 및 용도지구를 보완하는 역할을 한다.

## 대한민국에서의 용도구역
국토의 계획 및 이용에 관한 법률 제2조에서는 "토지의 이용 및 건축물의 용도·건폐율·용적률·높이 등에 대한 용도지역 및 용도지구의 제한을 강화하거나 완화하여 따로 정함으로써 시가지의 무질서한 확산방지, 계획적이고 단계적인 토지이용의 도모, 토지이용의 종합적 조정·관리 등을 위하여 도시관리계획으로 결정하는 지역"으로 정의하고 있다.
| 용도구역         | 목적 | 지정권자                   |
| ---------------- | --- | -------------------------- |
| 개발제한구역     | 도시의 무질서한 확산을 방지하고 도시주변의 자연환경을 보전하여 도시민의 건전한 생활환경을 확보하기 위하여 도시의 개발을 제한할 필요가 있거나 국방부 장관의 요청이 있어 보안상 도시의 개발을 제한 | 국토교통부장관             |
| 도시자연공원구역 | 도시의 자연환경 및 경관을 보호하고 도시민에게 건전한 여가·휴식공간을 제공하기 위하여 도시지역 안의 식생이 양호한 산지(山地)의 개발을 제한                                                        | 시·도지사 또는 대도시 시장 |
| 시가화조정구역   | 도시지역과 그 주변지역의 무질서한 시가화를 방지하고 계획적·단계적인 개발을 도모하기 위하여 5년 이상 20년 미만의 일정기간동안 시가화를 유보                                                       | 시·도지사, 국토교통부장관  |
| 수산자원보호구역 | 수산자원의 보호·육성을 위하여 필요한 공유수면이나 그에 인접된 토지 | 해양수산부장관             |
| 입지규제최소구역 | 도시지역에서 복합적인 토지이용을 증진시켜 도시정비를 촉진하고 지역거점을 육성할 필요가 있다고 인정하여 도시·군관리계획의 결정권자가 「국토의 계획 및 이용에 관한 법률」에 따라 지정              | 시·도지사 혹은 시장,군수   |